# Ashton (South Northamptonshire)
Ashton is een civil parish in het bestuurlijke gebied South Northamptonshire, in het Engelse graafschap Northamptonshire met 395 inwoners.